# 3828-as mellékút (Magyarország)
A 3828-as számú mellékút egy közel 16 kilométeres hosszúságú, négy számjegyű mellékút Szabolcs-Szatmár-Bereg vármegye északnyugati részén; Dombrád városát köti össze a térség legfontosabb feltáró útjának számító 4-es főúttal.

## Nyomvonala
A 3834-es útból ágazik ki, annak a 40+400-as kilométerszelvénye közelében, Dombrád központjának északkeleti részén. Kelet felé indul, Esze Tamás utca néven, majd egy kisebb irányváltás után Petőfi utca lesz a neve. Még az első kilométere előtt délnek fordul és a Pátrohai út nevet veszi fel, így is lép ki a belterületről, majdnem pontosan két kilométer után.
4,3 kilométer megtételét követően Pátroha határai között folytatódik, e községet – több külterületi irányváltása után – a 8+900-as kilométerszelvénye közelében éri el. Települési neve előbb Széchenyi utca, majd a központban és a déli falurészben Kossuth Lajos utca. 11,8 kilométer után kiágazik belőle nyugat felé a 38 135-ös számú mellékút, a 12. kilométere táján pedig északkeleti irányban a 38 321-es út, mely a Budapest–Záhony-vasútvonal itteni vasútállomását szolgálja ki. Pár lépéssel arrébb keresztezi is a vasutat, mintegy fél kilométerrel ezután pedig ki is lép a belterületről.
14,4 kilométer után az út Nyírtass területére lép, de e község határai között lakott helyeket már nemigen érint. A 15+550-es kilométerszelvényénél egy jelöletlen elágazása van kelet felé – ott a 4-es főút egy régebbi, de nyomvonal-korrekció miatt mára felhagyott és zsákutcává vált, közel másfél kilométeres szakaszára lehet ráhajtani – és kevéssel ezután véget is ér, beletorkollva a 4-es főút új nyomvonalába, annak a 306+450-es kilométerszelvénye közelében. Egyenes folytatása a 41 103-as számú mellékút, mely Nyírtass központjának déli részéig vezet.
Teljes hossza, az országos közutak térképes nyilvántartását szolgáló kira.kozut.hu adatbázisa szerint 15,716 kilométer.

## Települések az út mentén
- Dombrád
- Pátroha
- (Nyírtass)